# Cho Ho-sung
Cho Ho-sung ou Jo Ho-Seong (nome original em coreano:  조 호성; Gyeonggi, 15 de junho de 1974) é um ciclista olímpico sul-coreano. Ho-sung representou a sua nação durante os Jogos Olímpicos de Verão de 2012 na prova omnium, em Londres.